# Kabinet-Reynaud
Het Kabinet Reynaud was een Frans kabinet van 21 maart 1940 tot 16 juni 1940. De premier was Paul Reynaud.

## Kabinet-Reynaud (21 maart-16 juni1940)
- Paul Reynaud (AD) - President van de Raad (premier) en minister van Buitenlandse Zaken
- Camille Chautemps (PRS) - Vicepresident van de Raad
- Édouard Daladier (PRS) - Minister van Nationale Defensie en Oorlog
- Raoul Dautry (partijloos) - Minister van Bewapening
- Henri Roy (PRS) - Minister van Binnenlandse Zaken
- Lucien Lamoureux (PRS) - Minister van Financiën
- Charles Pomaret (USR) - Minister van Arbeid
- Albert Sérol (SFIO) - Minister van Justitie en Grootzegelbewaarder
- César Campinchi (PRS) - Minister van Marine
- Alphonse Rio (USR) - Minister van Zeevaart
- Laurent Eynac (PRS) - Minister van Luchtvaart
- Albert Sarraut (PRS) - Minister van Onderwijs
- Albert Rivière (SFIO) - Minister van Veteranenzaken en Pensioenen
- Paul Thellier (AD) - Minister van Landbouw
- Henri Queuille (PRS) - Minister van Bevoorrading
- Georges Mandel (partijloos) - Minister van Koloniën
- Anatole de Monzie (USR) - Minister van Openbare Werken
- Marcel Héraud (AD) - Minister van Volksgezondheid
- Alfred Jules-Julien (PRS) - Minister van Posterijen, Telegrafie, Telefonie en Transmissies
- Ludovic-Oscar Frossard (USR) - Minister van Informatie
- Louis Rollin (AD) - Minister van Handel en Industrie
- Georges Monnet (IR) - Minister van Blokkades

Wijzigingen
- 10 mei 1940 - Louis Marin (FR) en Jean Ybarnegaray (PSF) treden als ministers van Staat toe tot het kabinet.
- 18 mei 1940 - Philippe Pétain (partijloos) treedt tot het kabinet toe als minister van Staat. Reynaud (AD) volgt Daladier (PRS) op als minister van Nationale Defensie en Oorlog. Daladier (PRS) volgt Reynaud (AD) op als minister van Buitenlandse Zaken. Georges Mandel volgt Roy op als minister van Binnenlandse Zaken. Louis Rollin (AD) volgt Mandel (partijloos) op als minister van Koloniën. Léon Baréty (AD) volgt Rollin op als minister van Handel en Industrie.
- 5 juni 1940 - Reynaud (AD) volgt Daladier (PRS) op als minister van Buitenlandse Zaken, Reynaud blijft minister van Nationale Defensie en Oorlog. Yves Bouthillier (partijloos) volgt Lamoureux op als minister van Financiën. Yvon Delbos (PRS) volgt Sarraut (PRS) op als minister van Onderwijs. Ludovic-Oscar Frossard (USR) volgt Monzie (USR) op als minister van Openbare Werken. Jean Prouvost (partijloos) volgt Frossard (USR) op als minister van Informatie. Georges Pernot (FR) volgt Héraud (AD) op als minister van Volksgezondheid, met als nieuwe titel minister van Franse Families. Albert Chichery (PRS) volgt Baréty (AD) op als minister van Handel en Industrie.